# Övertjärnen (Orsa socken, Dalarna)
Övertjärnen är en sjö i Orsa kommun i Dalarna och ingår i Dalälvens huvudavrinningsområde. Sjön har en area på 0,273 kvadratkilometer och ligger 535 meter över havet. Vid provfiske har abborre och öring fångats i sjön.

## Delavrinningsområde
Övertjärnen ingår i det delavrinningsområde (681851-143278) som SMHI kallar för Utloppet av Övertjärnen. Medelhöjden är 576 meter över havet och ytan är 4,99 kvadratkilometer. Det finns inga avrinningsområden uppströms utan avrinningsområdet är högsta punkten. Vattendraget som avvattnar avrinningsområdet har biflödesordning 5, vilket innebär att vattnet flödar genom totalt 5 vattendrag innan det når havet efter 438 kilometer. Avrinningsområdet består mestadels av skog (57 procent) och sankmarker (35 procent). Avrinningsområdet har 0,28 kvadratkilometer vattenytor vilket ger det en sjöprocent på 5,5 procent.